# Pachybracon borneensis
Pachybracon borneensis är en stekelart som först beskrevs av Cameron 1897.  Pachybracon borneensis ingår i släktet Pachybracon och familjen bracksteklar. Inga underarter finns listade i Catalogue of Life.